# WikkaWiki
WikkaWiki (muitas vezes abreviado como Wikka) é um software livre, leve e compatível com os padrões wiki. Escrito em PHP, utiliza-se de MySQL para armazenar dados. WikkaWiki é uma bifurcação (fork) do Wakka Wiki ao qual foram adicionados uma série de novos recursos. O programa foi projetado para velocidade, controle de acesso refinado, extensibilidade e segurança, e é distribuído sob a GNU General Public License.